# 科瓦菲蓋拉
科瓦菲蓋拉是佛得角的城鎮，由福戈聖卡塔琳娜縣負責管轄，位於背風群島的福古岛東南部，距離聖菲利佩20公里，處於海拔水平面，2010年人口1,370。